# Attu Station
Attu Station es un  lugar designado por el censo (en inglés, census-designated place, CDP) situado en la isla Attu, en el área censal de Aleutianas Occidentales, Alaska, Estados Unidos. Según el censo de 2020, la localidad está deshabitada.
La población consistía exclusivamente en personal de la Casco Cove Coast Guard Station, que fue cerrada en el año 2010.

## Localidades adyacentes
El siguiente diagrama muestra a las localidades más próximas a Attu Station.